# Barcelona Open 2013 - Qualificazioni singolare
Le qualificazioni del singolare  del Barcelona Open 2013 sono state un torneo di tennis preliminare per accedere alla fase finale della manifestazione. I vincitori dell'ultimo turno sono entrati di diritto nel tabellone principale. In caso di ritiro di uno o più giocatori aventi diritto a questi sono subentrati i lucky loser, ossia i giocatori che hanno perso nell'ultimo turno ma che avevano una classifica più alta rispetto agli altri partecipanti che avevano comunque perso nel turno finale.

## Teste di serie
1. Ernests Gulbis (qualificato)
2. Dmitrij Tursunov (qualificato)
3. Jan Hájek (qualificato)
4. Kenny de Schepper (qualificato)
5. Andreas Haider-Maurer (primo turno)
6. Jan-Lennard Struff (ultimo turno Lucky Loser)

1. Michail Kukuškin (ultimo turno)
2. Josselin Ouanna (primo turno)
3. Stéphane Robert (ultimo turno)
4. Arnau Brugués-Davi (primo turno)
5. Marsel İlhan (ultimo turno)
6. Matthew Barton (primo turno)

### Qualificati
1. Ernests Gulbis
2. Dmitrij Tursunov
3. Jan Hájek

1. Kenny de Schepper
2. Marc López
3. Guillermo Olaso

### Lucky Loser
1. Jan-Lennard Struff

## Tabellone

### Legenda
| - Q = Qualificato - WC = Wild card - LL = Lucky loser | - ALT = Alternate - SE = Special Exempt - PR = Protected Ranking | - w/o = Walkover - r = Ritirato - d = Squalificato |

### Sezione 1
|  | Primo turno | Primo turno      | Primo turno      | Primo turno | Primo turno |  |  | Ultimo turno | Ultimo turno     | Ultimo turno     | Ultimo turno | Ultimo turno |  |
|  |             |                  |                  |             |             |  |  |              |                  |                  |              |              |  |
|  | 1           | Ernests Gulbis   | Ernests Gulbis   | 6           | 6           |  |  |              |                  |                  |              |              |  |
|  | WC          | Pol Toledo Bagué | Pol Toledo Bagué | 2           | 1           |  |  | 1            | Ernests Gulbis   | Ernests Gulbis   | 6            | 6            |  |
|  |             | Matwé Middelkoop | Matwé Middelkoop | 6           | 6           |  |  |              | Matwé Middelkoop | Matwé Middelkoop | 4            | 1            |  |
|  | 12          | Matthew Barton   | Matthew Barton   | 4           | 2           |  |  |              |                  |                  |              |              |  |

### Sezione 2
|  | Primo turno | Primo turno        | Primo turno        | Primo turno | Primo turno |  |  | Ultimo turno | Ultimo turno     | Ultimo turno | Ultimo turno | Ultimo turno |  |
|  |             |                    |                    |             |             |  |  |              |                  |              |              |              |  |
|  | 2           | Dmitrij Tursunov   | Dmitrij Tursunov   | 6           | 6           |  |  |              |                  |              |              |              |  |
|  |             | Steven Diez        | Steven Diez        | 1           | 4           |  |  | 2            | Dmitrij Tursunov | 6            | 4            | 7            |  |
|  |             | Javier Marti       | Javier Marti       | 7           | 6           |  |  |              | Javier Marti     | 3            | 6            | 5            |  |
|  | 10          | Arnau Brugués-Davi | Arnau Brugués-Davi | 5           | 0           |  |  |              |                  |              |              |              |  |

### Sezione 3
|  | Primo turno | Primo turno        | Primo turno | Primo turno | Primo turno |  |  | Ultimo turno | Ultimo turno     | Ultimo turno | Ultimo turno | Ultimo turno |  |
|  |             |                    |             |             |             |  |  |              |                  |              |              |              |  |
|  | 3           | Jan Hájek          | Jan Hájek   | 6           | 7           |  |  |              |                  |              |              |              |  |
|  | WC          | Pere Riba          | Pere Riba   | 4           | 5           |  |  | 3            | Jan Hájek        | 6            | 64           | 6            |  |
|  | WC          | Oriol Roca Batalla | 1           | 6           | 1           |  |  | 7            | Michail Kukuškin | 3            | 7            | 2            |  |
|  | 7           | Michail Kukuškin   | 6           | 4           | 6           |  |  |              |                  |              |              |              |  |

### Sezione 4
|  | Primo turno | Primo turno             | Primo turno             | Primo turno | Primo turno |  |  | Ultimo turno | Ultimo turno      | Ultimo turno      | Ultimo turno | Ultimo turno |  |
|  |             |                         |                         |             |             |  |  |              |                   |                   |              |              |  |
|  | 4           | Kenny de Schepper       | Kenny de Schepper       | 6           | 6           |  |  |              |                   |                   |              |              |  |
|  |             | Sergio Gutiérrez Ferrol | Sergio Gutiérrez Ferrol | 3           | 2           |  |  | 4            | Kenny de Schepper | Kenny de Schepper | 7            | 6            |  |
|  |             | Juan Lizariturry        | Juan Lizariturry        | 1           | 62          |  |  | 11           | Marsel İlhan      | Marsel İlhan      | 63           | 1            |  |
|  | 11          | Marsel İlhan            | Marsel İlhan            | 6           | 7           |  |  |              |                   |                   |              |              |  |

### Sezione 5
|  | Primo turno | Primo turno           | Primo turno           | Primo turno | Primo turno |  |  | Ultimo turno | Ultimo turno    | Ultimo turno    | Ultimo turno | Ultimo turno |  |
|  |             |                       |                       |             |             |  |  |              |                 |                 |              |              |  |
|  | 5           | Andreas Haider-Maurer | Andreas Haider-Maurer | 2           | 62          |  |  |              |                 |                 |              |              |  |
|  | WC          | Marc López            | Marc López            | 6           | 7           |  |  | WC           | Marc López      | Marc López      | 6            | 6            |  |
|  |             | Simone Vagnozzi       | 4                     | 6           | 1           |  |  | 9            | Stéphane Robert | Stéphane Robert | 1            | 0            |  |
|  | 9           | Stéphane Robert       | 6                     | 1           | 6           |  |  |              |                 |                 |              |              |  |

### Sezione 6
|  | Primo turno | Primo turno        | Primo turno     | Primo turno | Primo turno |  |  | Ultimo turno | Ultimo turno       | Ultimo turno | Ultimo turno | Ultimo turno |  |
|  |             |                    |                 |             |             |  |  |              |                    |              |              |              |  |
|  | 6           | Jan-Lennard Struff | 4               | 6           | 6           |  |  |              |                    |              |              |              |  |
|  |             | Fabrice Martin     | 6               | 4           | 1           |  |  | 6            | Jan-Lennard Struff | 3            | 6            | 4            |  |
|  |             | Guillermo Olaso    | Guillermo Olaso | 7           | 6           |  |  |              | Guillermo Olaso    | 6            | 2            | 6            |  |
|  | 8           | Josselin Ouanna    | Josselin Ouanna | 67          | 4           |  |  |              |                    |              |              |              |  |